# جوي إسكس
جوي إسكس (بالإنجليزية: Joey Essex)‏ هو كاتب سير ذاتية وشخصية أعمال بريطاني، ولد في 11 أغسطس عام 1990، في برنتوود ‏ في المملكة المتحدة.

## وصلات خارجية
- جوي إسكس على موقع IMDb (الإنجليزية)
- جوي إسكس على موقع قاعدة بيانات الفيلم (الإنجليزية)